# Divadélko pro 99
Divadélko pro 99 (D pro 99) byla divadelní scéna pracující od února 1940 do prázdnin roku 1941 v suterénním výstavním sále nakladatelství Fr. Borový na Národní třídě č.11 (knihkupectví U Topičů), založená režisérem Jindřichem Honzlem.

## Historie
Divadélko vzniklo v podzemním sálku Topičova salónu na Národní třídě. Podnět ke vzniku dal V. Poláček, ředitel propagačního oddělení a knihkupectví F. Topič a Fr. Borový, který chtěl kolem nakladatelství soustředit kulturní aktivity. U Topičů tak působila již v sezóně 1939/1940 s literárními pořady skupina posluchačů konzervatoře vedená Gustavem Schorschem (Vlasta Schönová, Felix le Breux, Jiří Orten aj.) . Jejich pořady se konaly přímo mezi vystavenými obrazy a sochami . Na jaře roku 1940 se ujal řízení divadélka režisér Jindřich Honzl. Oficiálně zahájilo Divadélko pro 99 svoji činnost literárním pořadem Verše o Praze dne 2. února 1940. Název divadla uváděl počet diváků, pro které bylo určeno. Tento počet totiž zaručoval, že divadlo nepotřebovalo divadelní koncesi, kterou bylo v tu dobu obtížné získat  a využívalo dříve vydanou koncertní licenci pro pořádání hudebních koncertů, recitačních vystoupení a literárně hudebních večerů. Každé představení proto tedy bylo uvedeno populárně naučnou přednáškou . Po vzoru vídeňského avantgardního Divadélka pro 49 byl odvozen název Divadélko pro 99.
Divadélko se Honzlovým pojetím brzy odchýlilo od původní dramaturgie Schorschovy skupiny a přešlo již třetím nastudovaným pořadem – pásmem korespondence Román lásky a cti od "divadla poezie" ke skutečnému divadlu . Na počátku okupace bylo divadélko spolu s Burianovým Déčkem opěrnou scénou protioficiálně zaměřených mladých pražských divadelníků. V divadle vystupovali například bývalí členové Osvobozeného divadla herci Vladimír Šmeral, František Filipovský, Bohuš Záhorský, herečka divadla D 40 Marie Burešová . a dále mladí herci Felix le Breux, Josef Pehr, Dana Medřická, Vlastimil Brodský, Zdeněk Řehoř, Zdeněk Stránský, Alexandra Myšková, Marie Vášová a další. Asistentem režie byl Josef Šmída a šéfem výpravy a Honzlovým zástupcem se stal v roce 1941 Antonín Dvořák.
Divadélko provedlo celkem 128 představení.
Po likvidaci divadla v létě roku 1941, kdy firma Fr. Borový vypověděla na nátlak Němců Honzlovi nájemní smlouvu převzalo jeho roli divadlo Větrník, založené v roce 1941 režisérem Josefem Šmídou. Antonín Dvořák pak pokračoval ve své činnosti od podzimu 1941 v Divadélku ve Smetanově muzeu, kde s ním ještě chvíli působil i Jindřich Honzl.

## Citát
| „                | Ale já postával s roztřesenýma nohama před výlohou Topičova knihkupectví na Národní třídě, neboť tady v podzemí se krčilo jedno z nejskromnějších divadel naší divadelní historie, pravé kapesní vydání – Divadélko pro 99. Svíral jsem v kapsách oba palce, desetkrát, dvacetkrát jsem si opakoval stylizaci prvních vět, kterými nejen začnu o svém přání, ale hlavně musím stůj co stůj ředitele divadla přesvědčit o své nabídce....Neboť mým prvním ředitelem byl, přesněji v popisovaných okamžicích teprve býti měl, režisér Jindřich Honzl, tehdy tvůrce nezapomenutelného, a přece dnes neprávem zapomínaného Divadélka pro 99. | “ |
| — Antonín Dvořák | |   |

## Scénická pásma a montáže inscenované v D pro 99 (režie Jindřich Honzl)
- 1940 Verše o Praze (premiéra 2. února 1940, oficiální zahájení činnosti D pro 99)
- 1940 Večer poezie 1900
- 1940 Cizinci o Praze
- 1940 Román lásky a cti
- 1941 Dvě lásky Mikoláše Alše
- 1941 České písně kramářské